# Старовойтов, Александр Владимирович
Алекса́ндр Влади́мирович Старово́йтов (18 октября 1940, Балашов, Саратовская область, РСФСР — 17 июля 2021, Москва) — советский и российский деятель органов государственной безопасности, учёный в области связи и информации. Директор Федерального агентства правительственной связи и информации при Президенте Российской Федерации (1991—1998), генерал армии (23 февраля 1998). Герой Российской Федерации (17.08.1999), лауреат Государственной премии Российской Федерации (1995) и Премии Правительства Российской Федерации, доктор технических наук.

## Биография
Родился 18 октября 1940 года в городе Балашове в семье военнослужащего. Отец окончил службу в звании подполковника, на должности заместителя командира авиационного полка. Вскоре семья Старовойтовых переехала в город Каменку Пензенской области.

### Учёба и трудовая деятельность
В 1962 году окончил Пензенский политехнический институт. Распределён в Калугу на завод «Калугаприбор», который выпускал оборудование для систем правительственной связи. Работал инженером, старшим инженером-настройщиком, заместителем начальника цеха.
В 1965 году вернулся в Пензу на предприятие «почтовый ящик 30/10» Министерства радиопромышленности СССР, в должности старшего инженера. В следующем, 1966 году, на базе этого предприятия был создан Пензенский научно-исследовательский электротехнический институт (ПНИЭИ) Министерства промышленности средств связи СССР, в котором он проработал следующие 20 лет. Сначала занимал должности старшего инженера, ведущего инженера, начальника лаборатории, начальника сектора. С 1976 года — занимал должности начальника научно-исследовательского отдела, заместителя директора института по научной работе.
С декабря 1982 года — первый заместитель Генерального директора Пензенского производственного объединения «Кристалл» по науке — директор ПНИЭИ. С февраля 1983 года — Генеральный директор Пензенского производственного объединения «Кристалл» Министерства промышленности средств связи СССР. Это предприятие было ведущим в стране по разработке закрытых систем связи, передаче и перехвата информации, выполняло заказы Министерства обороны СССР и Комитета государственной безопасности СССР. Он стал крупным специалистом в этой области, успешное выполнение особо сложных государственных заказов предопределило внезапный поворот в его карьере.
Производственную деятельность успешно сочетал с научной и преподавательской работой в Пензенском политехническом институте.

### Военная служба
В мае 1986 года призван на военную службу и назначен заместителем начальника Управления войск правительственной связи по вопросам технического оснащения Комитета государственной безопасности. В том же году ему присвоено воинское звание генерал-майор (до этого был подполковником действующего резерва КГБ СССР). За время своей служебной деятельности внёс значительный вклад в обновление и перевооружение современной связной техникой органов и войск правительственной связи Российской Федерации. В мае 1988 года присвоено воинское звание генерал-лейтенант.
В августе 1991 года указом Президента СССР Михаила Горбачёва был создан Комитет правительственной связи при Президенте СССР, а Александр Старовойтов назначен председателем данного комитета.

### Во главе ФАПСИ
Одним из первых решений Президента России Бориса Ельцина после распада СССР стала перестройка органов государственной безопасности. Указом Президента России № 313 от 24 декабря 1991 года на базе бывших Восьмого главного управления КГБ СССР, Шестнадцатого управления КГБ СССР, Комитета правительственной связи при Президенте СССР, ряда научных и производственных организаций было создано Федеральное агентство правительственной связи и информации при Президенте Российской Федерации (ФАПСИ). Александр Старовойтов стал первым директором нового агентства. 12 февраля 1993 года ему присвоено воинское звание генерал-полковник.
Он превратил новое агентство в одну из крупнейших спецслужб Российской Федерации. Оно никогда не подвергалось сокращениям, напротив — в него постоянно передавались новые организации и структуры. По мнению большинства специалистов, ФАПСИ успешно справлялось с поставленными перед ним задачами.
С 1995 года входил в состав Комиссии при Президенте России по Государственным премиям Российской Федерации в области науки и техники.
Руководил созданием ГАС «Выборы».
Распоряжением Президента № 361-рп от 12 июля 1996 года получил благодарность Президента Бориса Ельцина за активное участие в организации и проведении выборной кампании Президента Российской Федерации.
Являлся председателем Межведомственной комиссии Совета Безопасности Российской Федерации по информационной безопасности, председателем Координационного совета по обеспечению безопасности шифровальных средств и их эксплуатации в системах правительственной и закрытой ведомственной связи государств — участников СНГ, а также был соучредителем Информационного агентства при Комитете по проведению военной реформы. Входил в состав Совета директоров АО «Ростелеком» и АО «Связьинвест».
В 1997 году окончил Высшие курсы Военной академии Генерального штаба Вооружённых сил РФ.
Указом Президента Российской Федерации Бориса. Ельцина от 23 февраля 1998 года Старовойтову присвоено воинское звание генерал армии.
Член Совета Безопасности РФ с 18 ноября 1998 по 13 апреля 1999 года.
7 декабря 1998 года снят с занимаемой должности «в связи с переходом на другую работу».

### Дальнейшая деятельность
После увольнения с военной службы вернулся к научно-исследовательской и изобретательской работе в области закрытых систем связи и информации. С 2000 года был президентом ООО «ТехинформКонсалтинг».
Закрытым Указом Президента Российской Федерации от 17 августа 1999 года за руководство коллективом разработчиков государственной автоматизированной системы выборов Александру Старовойтову присвоено звание Героя Российской Федерации с вручением знака особого отличия — медали «Золотая Звезда».
С 2006 года по день смерти — директор Федерального государственного научного учреждения «Центр информационных технологий и систем органов исполнительной власти» (ФГНУ ЦИТиС) и Генеральный директор Международного центра по информатике и электронике «ИнтерЭВМ». С 2012 года — президент, с 2017 года и. о. президента Федерального государственного автономного научного учреждения «Центр информационных технологий и систем органов исполнительной власти» (ФГАНУ ЦИТиС) и Генеральный директор Международного центра по информатике и электронике «ИнтерЭВМ».
Был Генеральным конструктором автоматизированных систем передачи данных АСУ войсками фронта, Генеральным конструктором государственной системы конфиденциальной связи России, Генеральным конструктором специальной информационно-телекоммуникационной системы органов государственной власти. Руководил всем комплексом работ по созданию системы специального информационного обеспечения руководства страны. Под руководством Александра Старовойтова проведено большое количество специальных разработок с применением микропроцессорной техники, организовано их промышленное производство и внедрение, что обеспечило безопасность автоматизированных систем управления в широком диапазоне — от космоса до глубоководных объектов. Один из инициаторов разработки действующей Доктрины информационной безопасности Российской Федерации. Автор свыше 40 изобретений и свыше 150 научных трудов и публикаций.
С 1998 по 2017 год — президент Академии криптографии Российской Федерации. Действительный член (академик), вице-президент и первый вице-президент общественной организации «Академия инженерных наук им. А. М. Прохорова». Действительный член (академик) общественных организаций: «Российская академия естественных наук» и «Академия электротехнических наук Российской Федерации». Был членом Клуба военачальников Российской Федерации.
Сочетал научно-практическую деятельность с педагогической работой, являясь заведующим базовой кафедрой вычислительных систем и сетей Российского технологического университета — «МИРЭА», заведующим кафедрой «Интеллектуальные информационные технологии и системы» Московского физико-технического института «МФТИ», заведующим кафедрой «Кибербезопасность» Национального исследовательского ядерного университета «МИФИ».
Являлся председателем Национального комитета содействия экономическому сотрудничеству со странами Латинской Америки, председателем Делового совета Россия-Чили, председателем Совета директоров и руководителем головной организации «Центра высоких технологий ЕврАзЭС».

### Смерть
Скончался 17 июля 2021 года в Москве. Похоронен с воинскими почестями на Троекуровском кладбище (участок № 4).

## Награды и почётные звания
- Герой Российской Федерации
- Орден «За заслуги перед Отечеством» III степени
- Орден «За заслуги перед Отечеством» IV степени
- Орден Александра Невского (11 июня 2016) — за достигнутые трудовые успехи, активную общественную деятельность и многолетнюю добросовестную работу[12].
- Орден Трудового Красного Знамени
- Орден «Знак Почёта»
- Государственная премия Российской Федерации (1995)
- Премия Правительства Российской Федерации в области науки и техники
- Заслуженный деятель науки и техники Российской Федерации (1993)[13]
- Премия Правительства Российской Федерации в области образования — 2013 — (совм. с Астапенко Валерием Александровичем, проф. ФРТК МФТИ, С. Н. Гаричевым, акад. А. А. Орликовским, проф. Ю. В. Протасовым и др.) за научно-практическую разработку "Создание базы знаний «Электроника» на основе генерации серии тематических баз и банков данных по фундаментальным разделам физической и прикладной электроники и издание серии учебников и учебных пособий «Электроника в техническом университете»[14]
- Почётная грамота Правительства Российской Федерации (23 декабря 1996) — за большой личный вклад в организацию правительственной связи и информационное обеспечение высших органов государственной власти Российской Федерации и в связи с пятой годовщиной образования Федерального агентства правительственной связи и информации при Президенте Российской Федерации
- Почётный радист
- Почётный работник промышленности средств связи РФ
- медали.
- Золотая медаль имени А. С. Попова РАН (2020) — за цикл работ «Создание научных основ и развитие методов проектирования и программно-аппаратной реализации перспективных систем передачи информации»[15].